# Brano da Sérvia
Brano (em latim: Branus; em grego medieval: Βράνος; romaniz.: Brános; em sérvio: Бран; romaniz.: Bran) ou Borenas (Βόρενας), também conhecido como Brano Filho de Mutímero (em sérvio: Бран Мутимировић; romaniz.: Bran Mutimirović) foi um príncipe da Sérvia (cnezo) do século IX, filho do príncipe Mutímero (r. 850–891)

## Vida

Árvore genealógica da Casa de Blastímero

Brano era o filho do meio do príncipe Mutímero (r. 850–891) e irmão mais velho de Estêvão e mais novo de Pribéstlabo. Casou-se em data incerta e teve filho chamado Paulo, que nasceu ca. 870/874. É citado pela primeira vez na década de 860, após Mutímero repelir ataque do cã Bóris I (r. 852–889). Na ocasião, Vladimir, filho de Bóris, foi preso junto com 12 grandes boilados (altos dignitários) e ele e Estêvão foram oferecidos como reféns aos búlgaros para garantir-lhe passagem segura à fronteira da Ráscia; parece que trocaram presentes e seus filhos e então concluíram um tratado de paz; os presentes dados por Bóris a Mutímero foram dois escravos, dois falcões, dois cachorros e 80 peles.
Em 892, Pribéstlabo (r. 891–892) foi derrubado por seu primo Pedro (r. 892–917) e Breno e seus irmãos foram exilados na Croácia. Brano retornou depois e liderou uma fracassada revolta contra Pedro em
894 ou 895/896, mas foi derrotado, capturado e cegado (à à bizantina). Seu filho Paulo seria utilizado pelos búlgaros para derrubar Pedro em 918.